# نسبت تبادل تنفسی
نسبت تبادل تنفسی (به انگلیسی: Respiratory Exchange Ratio) یا به اختصار (RER) نسبت بین مقدار دی‌اکسید کربن (CO2) تولید شده در سوخت و ساز بدن و اکسیژن (O2) استفاده شده‌است.
این نسبت با مقایسه گازهای بازدم نسبت به هوای اتاق تعیین می‌شود. از اندازه‌گیری این نسبت می‌توان برای تخمین بهره تنفسی (RQ) استفاده کرد، شاخصی که نوع سوخت مصرفی (به عنوان نمونه، کربوهیدرات یا چربی) برای تأمین انرژی بدن را مشخص کند. استفاده از RER برای تخمین RQ فقط در هنگام استراحت و ورزش هوازی ملایم تا متوسط بدون تجمع لاکتات در بدن دقیق است. کاهش میزان دقت این شاخص در حین ورزشهای بی هوازی شدیدتر ناشی از عواملی همچون سیستم بافر بی کربنات می‌باشد. بدن سعی می‌کند تجمع لاکتات را جبران کرده و با دفع بیشتر CO2 از طریق سیستم تنفسی، سعی می‌نماید اسیدی شدن خون را به حداقل برساند.
RER نزدیک به ۰٫۷ نشان می‌دهد که چربی منبع سوخت غالب است، مقدار ۱٫۰ نشانگر این است که کربوهیدرات منبع سوخت غالب است و مقدار بین ۰٫۷ و ۱٫۰ ترکیبی از مصرف چربی و کربوهیدرات را نشان می‌دهد؛ مقادیر بالاتر از ۱ نشان‌دهندهٔ سیستم بی‌هوازی و گلیکولیز می‌باشد. به‌طور کلی یک رژیم غذایی مختلط با RER تقریباً ۰٫۸ مطابقت دارد. همچنین RER در حین ورزش شدید می‌تواند از ۱٫۰ بیشتر شود. مقداری بالاتر از ۱٫۰ را نمی‌توان به متابولیسم بستر نسبت داد، بلکه به فاکتورهای یادشده در مورد بافر بی کربنات اشاره دارد.
محاسبه RER معمولاً همراه با آزمایش‌های ورزشی مانند تست ماکزیمم اکسیژن مصرفی یا VO2max انجام می‌شود و می‌تواند به عنوان شاخصی برای نزدیک شدن شرکت کنندگان به خستگی و محدودیت‌های سیستم قلبی ریوی مورد استفاده قرار گیرد. RER بزرگتر یا مساوی ۱٫۰ اغلب به عنوان معیار نقطه ثانویه آزمون VO2max استفاده می‌شود.
اکسیداسیون یک مولکول کربوهیدرات:
{\displaystyle 6\ \mathrm {O} _{2}+\mathrm {C} _{6}\mathrm {H} _{12}\mathrm {O} _{6}\to 6\ \mathrm {CO} _{2}+6\ \mathrm {H} _{2}\mathrm {O} +38\ \mathrm {ATP} }
{\displaystyle \mathrm {RER} ={\frac {\mathrm {VCO} _{2}}{\mathrm {VO} _{2}}}={\frac {6\ \mathrm {CO} _{2}}{6\ \mathrm {O} _{2}}}=1.0}
اکسیداسیون یک مولکول اسید چرب، یعنی اسید پالمیتیک:
{\displaystyle 23\ \mathrm {O} _{2}+\mathrm {C} _{16}\mathrm {H} _{32}\mathrm {O} _{2}\to 16\ \mathrm {CO} _{2}+16\ \mathrm {H} _{2}\mathrm {O} +129\ \mathrm {ATP} }
{\displaystyle \mathrm {RER} ={\frac {\mathrm {VCO} _{2}}{\mathrm {VO} _{2}}}={\frac {16\ \mathrm {CO} _{2}}{23\ \mathrm {O} _{2}}}=0.7}